# Glinice (wzgórze)
Glinice – wzgórze (393 m n.p.m.) górujące nad ujściem Sanoczka do Sanu w zachodniej części  Kotliny Sanockiej. Szczyt wzgórza zwany jest Glinicą. Jest to najwyżej położona część miasta Sanoka. Pomiędzy Stróżnią a Glinicami rozpościerała się Dąbrówka, dzielnica Sanoka. Etymologicznie nazwa odnosi się do miejsca, gdzie kopią glinę.
Po północnej stronie Glinic znajduje się masyw Kopacza z grodziskiem Horodyszcze (429 m n.p.m.), od południa Pogórze Bukowskie, na zachodzie Glinice odgraniczone są doliną Pijawki od masywu Wrocznia. Od wschodu za Sanem Góry Słonne z lasem Selpy (450 m n.p.m.) od strony Międzybrodzia.
Przez wzgórze Glinice ciągnie się antyklina eoceńska. W okresie międzywojennym cały ten teren przebadany został w celu poszukiwań złóż roponośnych. Na górze Glinica przy przysiółku Sanoka zwanym Kiczera, widoczne są liczne warstwy wychodzącej na powierzchnię rudy manganowej. W okresie do 1939 prowadzano tu systematyczne badania nad tym minerałem. Po północnej stronie widoczne wychodnie skalne kamieniołomu Trepczy.
W masywie Glinic odkryto pierwsze na terenie Sanoka stanowisko neolityczne, położone na południowym stoku wzniesienia Glinica.
Do początku XX wieku funkcjonował tu folwark, a poniżej ulicy Kiczury cegielnia. Na wzgórzu znajdowała się szubienica. 5 października 1914 rozegrała się tu epizodyczna bitwa wojsk rosyjskich po ich wyparciu z Sanoka podczas kontrofensywy armii austriackiej. 4 sierpnia 1944 jednostki pancerne armii niemieckiej zmusiły wojska radzieckie do wycofania się na Glinice przed ponownym zdobyciem Sanok 9 sierpnia 1944. Pod Glinicami zostali pochowani żołnierze niemieccy.
Na południowym stoku przy ulicy Kiczury położony jest nieczynny cmentarz żydowski.